# Jacques-Olivier Durand
Pour les articles homonymes, voir Durand.
Ne doit pas être confondu avec Jacques Durand.
Jacques-Olivier Durand est un écrivain français né à Lyon le 2 juin 1949.

## Biographie
Après des études de lettres et de philosophie, il découvre le théâtre auprès de Patrice Chéreau, Roger Planchon et Marcel Maréchal (1969-1973).
Successivement enseignant, journaliste à La Voix de l'Ain (1973-1974 puis 1979), Radio-France Lyon (1979), Midi Libre (1989-1991), il fut rédacteur en chef du magazine culturel Calades (1981-1988) et du magazine sportif Chrono (1982-1986) pour le Conseil général du Gard.
Il a été directeur de plusieurs établissements et organismes culturels parmi lesquels les Centres culturels français de Kisangani, Lubumbashi (Zaïre) et Pointe-Noire (Congo) (1974-1979), responsable de programmation et dramaturge au Théâtre populaire du Midi à Nîmes en 1980. Il fut directeur du Théâtre d'O de Montpellier (1977-2003) où il créa avec Jean-Claude Fall le festival Saperlipopette, voilà enfantillages. Il a aussi créé et animé le dispositif Hérault Diffusion artistique pour le Conseil général de l'Hérault (2006-2010).
Il fut directeur littéraire des éditions Le Navire en pleine ville (2005-2010).
Parallèlement à cette carrière professionnelle, il a mené une activité d'auteur, de chargé d'études, de formateur, d'animateur d'ateliers d'écriture et de consultant culturel.
« Écrivain polymorphe », auteur de nombreux ouvrages de nouvelles, il publie plusieurs ouvrages sur le théâtre, mais aussi une monographie sur le cinéma dans le Gard (avec Bernard Bastide). En 1990, il réunit dans Anachroniques ses éditoriaux, ainsi que des portraits et des articles de critiques. En 1992, il livre une étude sur les Amis du Théâtre populaire : Tous spectaCteurs puis un second, De la rébellion à la Résistance (2012).
Auteur d'une vingtaine d'ouvrages personnels, il écrit aussi des documentaires, des scénarios et de nombreuses études sur le théâtre et les politiques culturelles et participe à de nombreux ouvrages collectifs.

## Ouvrages
Ouvrages personnels
- Le Désir de l'absent : nouvelles,  Editions de Candide, 1986  (ISBN 2-904877-20-7).
- Anachroniques, Editions Jacques Brémond(1990)
- Tous spectaCteurs ou la Belle Aventure des amis du théâtre populaire, Editions de l'Aube (1992)
- Je suis moi oubliée (collectif), La Mirandole (1994)
- Clandestins (théâtre), La Palabre (1996)
- Écritures théâtrales en Languedoc-Roussillon : questions d'origine, photographies de Didier Leclerc, Espaces 34, 1998  (ISBN 2-907293-53-2).
- Vivaldi (théâtre), Gare au Théâtre (1998)
- Avec Bernard Bastide, Dictionnaire du cinéma dans le Gard, Montpellier, Les Presses du Languedoc, 1999  (ISBN 2-85998-215-9).
- Scamandre, cheval Camargue (ill. François Bouët), Sommières, 2003  (ISBN 2-84350-155-5).
- Avec Pierre Rabhi, Terre-mère, homicide volontaire ?, Saint-Hippolyte-du-Fort, Le Navire en pleine ville, 2007  (ISBN 978-2-916517-13-1).
- Écoutez-les quand ils se taisent : nouvelles, Edilivre, 2008  (ISBN 978-2-35607-439-3).
- Corrida de Muerte (collectif), nouvelles du Prix Hemingway, Le Diable Vauvert (2008)
- La Passion du savoir-faire : collection Pierre Hénin, Nîmes, Atelier Baie, 2011  (ISBN 978-2-919208-06-7).
- De la rébellion à la Résistance, Les solitaires intempestifs (2012)
- Mi l'un mi l'autre : nouvelles, avec Daniel Saint-Lary, Nîmes, Atelier Baie, 2014  (ISBN 978-2-919208-26-5).
- La Joie d'avoir vécu, récit, Edilivre (2014)
- Latifa (collectif), nouvelles du Prix Hemingway (2014)
- Rafaël le chauve, théâtre, Atelier Baie (2014)
- Rien n'est jamais fini', nouvelles, Edilivre (2017)

Ouvrages collectifs
(liste non exhaustive)
- Les Cahiers Jean Carrière, Domens (2007)
- Identités rurales, Les Presses du Langedoc (2006)
- Visas pour le Gard, Le Diable Vauvert (2006)
- Figures nîmoises[réf. souhaitée], Critères (2007)